# 王猛
王猛（325年—375年），字景略，北海郡剧县（今山东潍坊市昌樂縣西）人，后移家魏郡。十六國時期重要政治家、军事家，於前秦官至丞相，爵封清河武侯。對前秦富國強兵，統一北方有重要影響。其輔佐前秦朝政長達18年有餘，對內整飭法紀、選拔賢才、富國興邦、興建水利、打壓世族以中央集權，對外首先平定前秦五公之亂，而後統兵先平定西陲諸部，攻滅東面強敵前燕，一役而獲157郡，246萬戶，990萬人的廣闊領土，故宋書稱其為「王猛之相苻坚也，北人以方之诸葛亮」。

## 生平

### 早年隱居
王猛出生於東晉明帝太寧三年（325年），祖先是齐国田氏，秦始皇统一六国后，田氏被称为王家子孙，因此以王为姓氏，居住在渤海至泰山之间。
王猛年輕時貧困微賤，但博學而喜好看兵書。為人謹慎穩重，气度不凡，不拘小节，並不與別人情投意合，亦少和人交往，故此被當時士人輕視。然而王猛對此並沒有感到不快，都沒放到心上。後在後趙都城鄴城遊歷，就只有徐統賞識他，要他做自己的功曹，不過王猛就到华阴山隱居，有等待明主出現，協助他達成天下大治的志向。

### 北方動盪
王猛25歲前後（350年），原本平息一陣子的北方局勢又開始風起雲湧，各方勢力在中原角逐著權力。先是永和五年（349年），殘暴的後趙武帝石虎病亡，後趙皇位於三年內五次易主（少帝石世→彭城王石遵→義陽王石鑒→新興王石祗→大將軍劉顯），隨後滅國，後趙享國33年。一時之間群雄逐鹿中原，天下大亂。

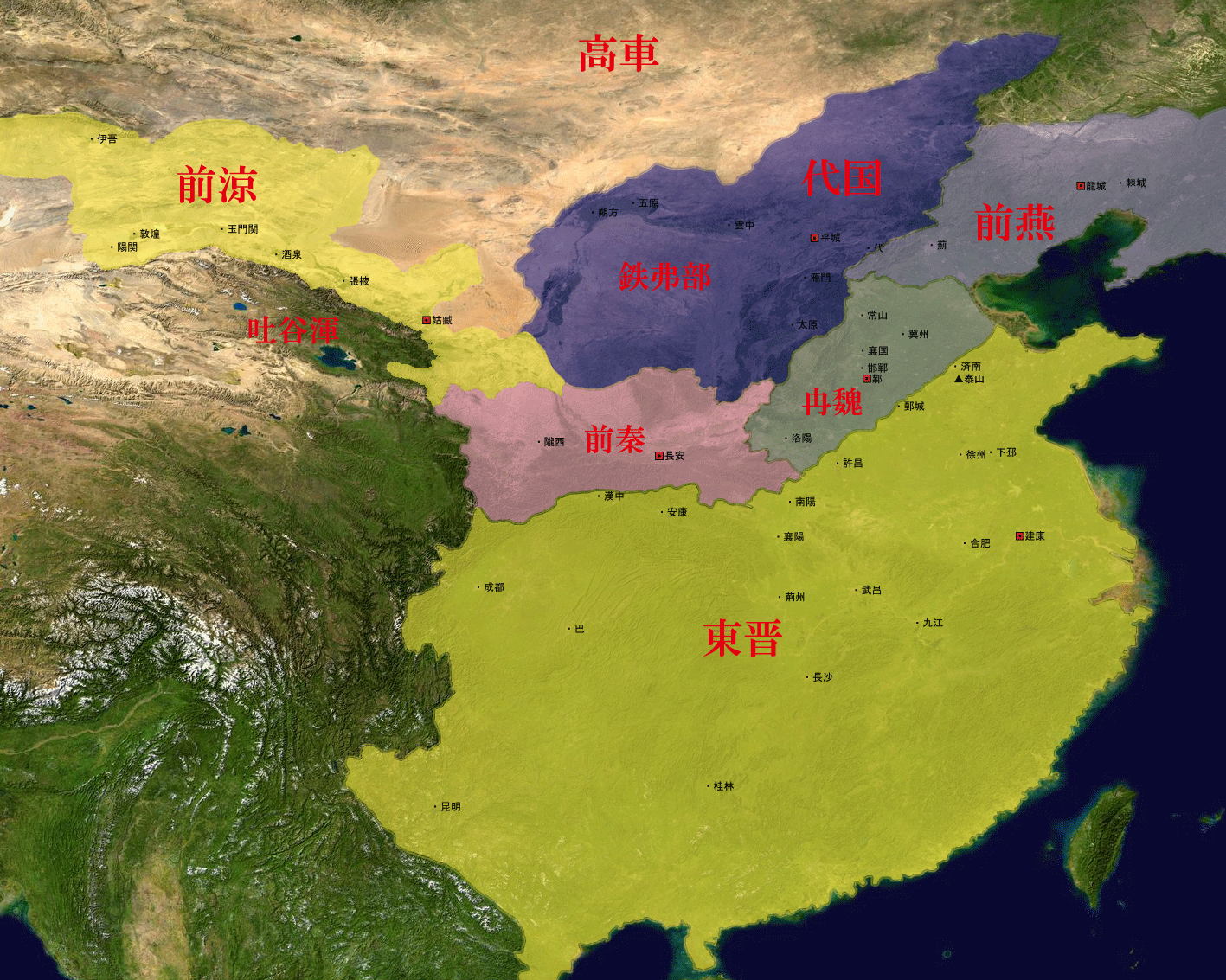
352年前後之北方局勢圖

### 面見桓溫
桓溫於8年前的永和三年消滅成漢後，因平蜀大功後被東晉朝廷升任為征西大將軍、開府儀同三司，封臨賀郡公。一時之間聲威大振，但朝廷輔政的會稽王司馬昱忌憚桓溫權力過大，因此將原揚州刺史的殷浩拉進中央，參與朝政以制衡桓溫。隨後在石虎死後，以殷浩為中軍將軍、都督五州諸軍事進行北伐，以拒絕桓溫多次請求北伐的上疏。但殷浩多次北伐失利，最終在永和十年（354年）被桓溫上奏其罪，被廢為庶人。

#### 東晉穆帝永和十年（354年）－29歲
永和十年二月己丑日（354年3月21日），东晋征西大將軍桓溫自江陵率四萬步騎北伐前秦，在藍田大破前秦，進據在前秦都城長安東南的灞上。當時王猛親自去見桓溫，一面捺著蝨子，一面大談當世大事，旁若無人。當時桓溫對其感到十分驚異，於是問及三秦豪傑中為何沒有人因為這次晉室北伐而前來拜見。王猛於是答：「桓公你不惜走千里的遠路，深入敵境，而長安在咫尺卻不肯渡過灞水，百姓未見你的決心呀，所以才不來。」直指桓溫不肯進攻長安的決定即是無心北伐的表現，亦令桓溫沉默不答，只說：「江東沒有你這樣的人呀。」
不久，桓溫因乏糧而被迫退兵，臨行前拜王猛為高官督護，要王猛與他一同南返，隨後王猛回到華陰山請示師父的意見，師父對他說道「你與桓溫豈能並處一世啊！在此地自然可以富貴，何必去遠方求取呢！」王猛於是拒絕桓溫的邀請。

### 苻堅賢臣

#### 東晉穆帝升平元年（357年）－32歲
因著前秦皇帝苻生縱殺大臣，賞罰失當，酗酒怠政等事，當時甚有名望的東海王苻堅在權翼等人的勸言下有意取而代之，於是詢問尚書呂婆樓，並經呂婆樓而招引王猛。二人相見即一見如故，苻堅在和他談論過當時大事後甚為喜悅，自稱有如昔日劉備遇上諸葛亮那樣。
同年六月，苻堅發動政變廢殺苻生，自立為大秦天王，即以王猛為中書侍郎，掌機密之事。
苻堅即位後，即以昔日跟隨苻氏返回關中，留駐於始平縣的一眾氐豪橫行，搶劫盜竊之事無日無之，於是調王猛為這個長安西北門戶的縣令。王猛上任後即為申明法令而下嚴刑，明辨善惡，壓抑氐豪的行為。後王猛因鞭殺一名官吏而被告發，被廷尉下獄，苻堅於是問他為何不以德政教化，反以嚴酷的刑法去主政，王猛於是說明他「宰寧國以禮，治亂邦以法」的觀點，指稱他殺的官吏只是數萬奸惡的其中一人，而自己必須肅清亂法之人才不負苻堅所託，絕非以酷刑主政。苻堅及後向群臣說：「王景略確然是夷吾、子產那樣的人呀。」更赦免了王猛擅殺官吏之罪。
同年十二月，苻堅以尚書文檔管理妥善，加上在始平縣令上功績卓著，升任王猛為尚書左丞
當時王猛甚受苻堅親重，經常參与朝事，這令氐族元勳都看不過眼，特進樊世更曾當眾向王猛說：「我們與先帝共興國家，現在都沒有掌權；你沒有一點功勞，怎麼就敢專掌大任？這不就是我種田而你吃我的成果麼！」王猛回答：「我還想讓你做屠夫，不止要你種田呢。」樊世因而大怒：「我定要將你的頭吊在長安城門。」苻堅知道後認定必須殺掉樊世，才可整頓百官。後來苻堅召樊世見面，並在其面前說要讓公主嫁給已與樊世女兒訂婚的楊璧，樊世於是出言反對。王猛藉詞指樊世公然與苻堅競婚是目無君上，氣得樊世要去襲擊王猛，被侍從拉住下又以惡言破口大罵，苻堅於是命人處死樊世。樊世死後各氐臣都抨擊王猛，卻換來苻堅的漫罵和鞭撻，終令王猛在氐人面前樹立起威嚴，大臣們都忌憚王猛。

#### 東晉穆帝升平三年（359年）－34歲
八月，時任咸陽內史的王猛被苻堅提拔為侍中、中書令，領京兆尹。王猛在任內即收殺酗酒橫行的強太后弟強德，並與御史中丞鄧羌彈劾審察豪強和官吏，在數十日內處死、判刑和罷免的權貴豪強、皇親國戚就達二十多人。此舉震動朝廷，遏了朝內奸狡之徒，人人路不拾遺。苻堅亦感嘆那天才知天下是有法治。
十月，王猛轉任吏部尚書，後再遷任太子詹事。
十一月再以本官加尚書左僕射。
十二月，苻堅以王猛為輔國將軍、司隸校尉、居中宿衞、尚書左僕射、太子詹事、侍中、中書令、領選舉事(舉薦賢才)如故。
此年三十六歲的王猛一年內五度升遷，權傾全國，當時尚書仇騰及丞相長史席寶忍不住多次毀謗王猛，都被苻堅下罪，於是群臣都不敢再對苻堅寵信王猛有任何意見。

### 四處征伐

#### 東晉廢帝太和元年（366年）－41歲
到本年五月代王拓跋什翼犍遣左長史燕鳳朝貢為止，北方匈奴、鮮卑、烏桓諸部多已臣服前秦。
七月，作為輔國將軍的王猛率軍兩萬和前將軍楊安、揚武將軍姚萇一同攻打東晉的荊州南鄉郡，擊敗荊州刺史桓豁，掠走安陽民眾萬餘戶後回歸。
十月，原本在永和十一年（355年）在隴西郡起兵諸殺當地姚秦等大姓，隨後自立於隴右且奉東晉年號的李儼，決定率全郡軍民投降前秦，接著又和前涼悼公張天錫有所來往。
十二月，羌族首領斂岐率領略陽郡四千戶人家，向李儼稱臣，於是李儼便在當地設置州郡長官，並與前涼、前秦斷絕來往。

#### 東晉廢帝太和二年(367年)－42歲
羌人斂岐與李儼叛變，王猛遂與姜衡、邵姜和姚萇討伐斂岐，因斂岐的部眾原屬姚萇父親姚弋仲，於是很快歸降，斂岐被逼逃走。但同時，因著李儼同時叛於前涼和前秦兩國，前涼亦派兵討伐李儼，並逼得其退守枹罕（今甘肅臨夏市），遣使向前秦謝罪，王猛等於是一面命邵羌追擊斂岐，一面奉命救援李儼，並於枹罕東大敗前涼軍，與前涼君主張天錫相持於城下。王猛於是寫信給張天錫言明自己只是救援李儼而非進攻前涼，建議前涼退兵讓秦軍帶李儼東歸，並許允當地民眾由前涼所取。張天錫得信後即率兵西返，但李儼仍不投降，王猛於是借李儼開門與其相見的機會捕捉李儼，並送他到長安，平定李儼的叛亂。
早於甘露六年（364年）苻騰謀反被誅殺時，王猛就勸苻堅除去當時還在世的五名苻生弟弟，但苻堅不聽。至建元元年（365年），苻幼乘苻堅北巡朔方而進攻當時由太子苻宏、王猛及李威留守的長安，終在李威抵抗下擊殺苻幼。至建元三年（367年），當時鎮守蒲阪（今山西永濟縣蒲州鎮）的晉公苻柳、鎮守上邽（今甘肅天水市）的趙公苻雙、鎮守陝城（今河南陝縣）的魏公苻廋及鎮守安定（今甘肃泾川北）的燕公苻武聯結一同據城叛變，苻堅尋求和平解決不果。

#### 東晉廢帝太和三年（368年）－43歲
春正月，前秦天王苻堅命各軍分途進攻四城，其中輔國將軍王猛就與建節將軍鄧羌進攻蒲阪的苻柳。戰爭開始時，王猛等遵從苻堅的戰略，在城外三十里停駐，等待其他部隊平定各城後再合力進攻。苻柳數度挑戰都不獲王猛反應後就以為王猛畏懼他，於是率大軍直取長安，但走了百多里路後就因遭鄧羌夜襲而大敗。苻柳於是率軍撤回蒲阪，卻又受到王猛邀擊，部眾都被俘，僅能與數百騎逃回城內。王猛於是大舉進攻，終攻下蒲阪，斬殺苻柳，王猛及後駐屯蒲阪。
九月，王猛派鄧羌領兵聯同進攻陝城的武衛將軍王鑒的軍隊成功攻下陝城，而上邽和安定亦先後被攻下，成功平定亂事。

### 吞併前燕

#### 東晉廢帝太和四年(369年)－44歲
東晉大司馬桓溫北伐前燕並屢敗前燕軍，進攻至枋頭（河南浚县西）。前燕皇帝慕容暐於是遣使向前秦求援，並以割讓虎牢（今河南滎陽西北汜水鎮）以西的土地作為條件。當時前秦的大臣都認為昔日桓溫北伐前秦時前燕也沒有救援，而前燕亦非前秦藩屬，所以反對救援前燕。但王猛則認為若讓桓溫消滅前燕，那東晉即可擁有山東、河北及河東等地的資源和地利，危及關中的前秦；又分析前燕經此一役亦元氣大傷，救援前燕不但可防止前燕的資源落入東晉手裏，更可乘機吞併前燕，苻堅認同。
八月，苻堅派兵救援前燕，又升王猛為尚書令、太子太傅，加散騎常侍。桓溫敗退後，燕秦兩國多次互派使者，當時與王猛有交情的前燕散騎侍郎郝晷以前燕國勢日衰而前秦強盛，於是自託於王猛，並洩漏了不少資訊給王猛。
十二月，前燕反悔不肯割地，而當時因擊退晉軍而立下大功的前燕將領慕容垂亦因政治鬥爭而逃奔前秦，苻堅於是命王猛、梁成、鄧羌等率步騎三萬出兵前燕，進攻洛陽。

#### 東晉廢帝太和五年（370年）－45歲
正月，王猛寫信威嚇洛陽守將荊州刺史武威王慕容筑，成功逼降洛陽。及後苻堅兩度升王為司徒、錄尚書事、封平陽郡侯，但都被王猛以未有功勳推辭。
四月，王猛奉命從長安出兵六萬進攻前燕。
七月與楊安分別攻下壺關及晉陽（今山西太原），並與率前燕主力的慕容評相持於潞川。當時慕容評自以秦軍懸軍深入，想與其打持久戰，但因為慕容評貪婪卑鄙，竟要軍人付錢才能使用山水資源，於是令燕軍毫無鬥志。王猛知道後自度必勝，派兵焚毀前燕輜重，火光連鄴城也看得見，令慕容暐命慕容評散財給將士並盡快出戰。王於是列陣誓師，鼓動軍心，令兵眾踴躍出戰，終大敗慕容評軍。及後王猛率兵東進，圍攻鄴城，在當地不但沒有縱兵搶劫，更軍紀嚴明，用簡單法令和寬容手段的治理當地，連原本在當地的剽略劫奪行為也沒有發生，令前燕人民安居樂業。
十一月，慕容暐等北逃龍城（今遼寧朝陽市），扶餘王子餘蔚開城門迎秦軍，及後慕容暐等被俘，遼東的前燕殘餘力量亦被消滅，前燕為前秦所滅。
苻堅於是以王猛為使持節、都督關東六州諸軍事、車騎大將軍、開府儀同三司、冀州牧，鎮守鄴城，進封清河郡侯。王猛亦於當地推薦房曠、韓胤、陽瑤等東土人望為官，亦以各地長官職位授予當地人才，鎮撫前燕故土。

### 位居丞相

#### 東晉簡文帝咸安二年（372年）－48歲
六月癸酉，王猛遷任前秦丞相、中書監，餘如故，由苻融接替他鎮守鄴城。
八月，王猛回長安後更加都督中外諸軍事。王猛身為丞相，萬機之事，事無巨細都由他處理，而他亦為政公平，賞罰分明，流放尸位素餐的官員，提拔未被擢用或未達顯位的人才，督促農務，尊崇儒學，努力練兵，令前秦國富兵強。苻堅亦將王猛比作姜尚，稱有王猛在，自己就能優游自息；又要太子苻宏及庶長子苻丕事王猛如苻堅，可見其對王猛的重視。

### 死仍憂國
早於慕容垂投奔前秦之時，王猛都對其頗有戒心，曾對苻堅說：「慕容垂父子，就如龍虎，不是可以馴服的人，若果他日其假借時勢，就不可能控制了，不如早日除去他們。」但苻堅拒絕。及至王猛於建元五年（369年）出發進攻洛陽時，慕容垂在與王猛飲酒時送了他的佩刀給王猛。因慕容垂長子慕容令參王猛軍事隨軍，王猛就買通慕容垂的親信金熙帶著那把配刀假稱慕容垂使者，對慕容令假稱慕容垂將在長安叛秦東歸。慕容令整天猶豫，但因為不能找到父親查証，最終還是假稱出獵而投奔前燕。王猛於是乘機上表慕容令叛變，嚇得慕容垂出走藍田（今陝西藍田縣），但苻堅追還慕容垂後沒有加罪，仍舊善待他。相反慕容令始終不被前燕所信賴，最終起兵失敗被殺。

#### 東晉孝武帝寧康三年（375年）－51歲
王猛患病，苻堅親自為他向南北郊、宗廟及社稷神祈福，更派人向黃河、華山諸神祈福，知王猛病情稍為好轉就下令大赦判了斬首以下刑罰的犯人。及至王猛病危時，苻堅親自去看王猛並問及後事，王猛仍說：「晉室現在雖然立於偏遠的江南地區，但承繼正統。現在國家最寶貴的就是親近仁德之人以及與鄰國友好。臣死以後，希望不要對東晉有所圖謀。鮮卑、羌虜都是我們的仇敵，終會成為禍患，應該將他們除去，以利社稷。」說完後就去世，享年五十一歲。
苻堅對王猛之死哭得十分激動，大斂時更三度前往，更向苻宏說：上天不想讓朕統一全國嗎？為何這麼快奪走寡人的景略呀！苻堅追贈王猛侍中，賜棺槨、三千匹布帛及一萬石穀，命謁者僕射監護喪事，一如西漢霍光的先例，賜諡號為武。朝野亦因王猛之死而在里巷中聚哭。
王猛臨死前要苻堅注意國內的鮮卑人與其他民族，再徐圖江南的東晉，但苻堅并未聽取，更發動戰爭意圖統一，終在淝水之戰中潰敗。淝水敗後前秦大亂，王猛意圖置之死地的慕容垂叛秦建立後燕，而苻堅亦被叛變的姚萇命人縊死。

## 性格特徵
- 王猛為政著重以法治國，賞善罰惡，故此雖如強德等權貴犯罪亦敢於處以極刑，而有賢才的人王猛亦會加以提拔。而其本人亦著重善惡，小恩必還，亦睚眥必報，故當時有人以此去批評他。
- 王猛作風一向嚴明，然而為大局他仍會作出改變。如進攻前燕時王猛曾派將軍徐成外出察看前燕陣形虛實，但徐成到黃昏才回來，比原定中午的時限遲了很多，但鄧羌堅持要免徐成死刑，更請與徐成出戰將功贖罪；鄧羌得不到王猛答允後竟返回自己的軍營並勒兵要進攻王猛。王猛看準鄧羌有勇氣亦對同袍有義，於是破例赦免了徐成，並抓著鄧羌的手安撫並激勵鄧羌[10]。接著當前秦軍要與慕容評所率的前燕軍決戰時，鄧羌竟向王猛要求戰後獲司隸校尉一職。王猛以職權未及為由不答允，只允以安定太守及萬戶侯，鄧羌竟不高興而從陣前離開，兩軍交戰時亦不聽王猛召見。王猛為求擊潰前燕主力，於是馬上答應鄧羌要求，最終亦大敗前燕軍。

## 成語

### 捫蝨而談
《晉書·王猛傳》：「桓温入關，猛被褐而詣之，一面談當世之事，捫蝨而言，旁若無人。」正謂當時王猛對於東晉重臣仍談吐從容自然，旁若無人的情形。

## 評論
- 呂婆樓：「其人（王猛）謀略不世出。」
- 苻堅：「王景略固是夷吾、子產之儔也。」
- 苻融：「王景略一時奇士。」
- 崔浩：「王猛之治國，苻堅之管仲也。」
- 崔鴻：「鄧羌請郡將以撓法，徇私也；勒兵欲攻王猛，無上也；臨戰豫求司隸，邀君也；有此三者，罪孰大焉！猛能容其所短，收其所長，若馴猛虎，馭悍馬，以成大功。《詩》曰：「采葑采菲，無以下體。」猛之謂矣！
- 司馬光：「昔周得微子而革商命，秦得由余而霸西戎，吳國得伍員而克強楚國，漢得陳平而誅項籍，魏得許攸而破袁紹；彼敵國之材臣，來為己用，進取之良資也。王猛知慕容垂之心久而難信，獨為不念燕尚未滅，垂以材高功盛，無罪見疑，窮困歸秦，未有異心，遽以猜忌殺人，是助燕為無道而塞來者之門也，如何其可哉！故秦王堅禮之以收燕望，親之以盡燕情，寵之以傾燕眾，信之以結燕心，未為過矣。猛何汲汲於殺垂，乃為市井鬻賣之行，有如嫉其寵而讒之者，豈雅德君子所宜為哉！」
- 赵孟頫：「中原人物思王猛，江左功名愧谢安。」[11]
- 王船山：「王猛请慕容垂之佩刀，绐其子使叛逃，期以杀垂，司马温公讥其非雅德君子所为，何望猛之厚而责之薄也！猛者，乱人之雄者耳，恶知德哉！猛以桓温为不足有为而不归晋，将谓苻坚之可与定天下乎？乃坚亡而晋固存，果孰短而孰长邪？使猛随温而东也，归晋也，非归温也。猛而果有定天下之略，则因温以归晋，而因可用晋以制温。然则其不随温而东，乃智量出乎温之下，而欲择易与者以获富贵耳。慕容垂奔秦，慕容评以鬻薪卖水之猥贱而握重兵，猛灭之，非智勇之绝人，摧枯折朽之易也。苻坚之不欲杀垂，猛岂能闲之，而徒为挠乱，忌其宠而已矣。其誓三军曰：“王景略受国厚恩，任兼内外，受爵明君之廷，称觞父母之室，不亦美乎？”猛之涯量尽于此矣。绐无知之稚子而陷其死，商鞅、张仪之术也。朱子曰：“三秦豪杰之士，非猛而谁？”伏戈矛于谈笑，激叛乱以杀人，妾妇耳，奚豪杰之云！」

## 家庭

### 子女
- 王永，王猛子，清修好學，於前秦爵封清河郡公，官至左丞相、太尉。與西燕河東王慕容永軍交戰時戰死。
- 王皮，王猛子，王永弟，員外散騎侍郎、略陽太守。建元十八年（382年）與東海公苻陽及周虓謀反，被流放到朔方。淝水之戰之後，他投奔後秦武昭帝姚萇。
- 王休，王猛子，河東太守。[12]
- 王曜，王猛子，王休弟，後南奔東晉，居於荊州。[12]
- 王氏，嫁韦罴

### 孫輩
- 王憲，王休子，北魏北海康公、安南將軍、并州刺史，過世後贈鎮南將軍、青州刺史[13]。
- 王基，王鎮惡兄，在晉官至河西太守。[12]
- 王鎮惡，王休子，東晉末年重要將領，爵封漢壽壯子、征虜將軍、領安西將軍司馬、馮翊太守，曾為劉裕討伐劉毅、司馬休之和北伐後秦，並助劉義真守長安。不久被沈田子所殺。死後朝廷追贈左將軍、青州刺史，劉宋武帝劉裕篡位後，追封其為龍陽壯侯，並附祭於他的廟庭。[14]
- 王康，王鎮惡弟，劉宋西平縣男，官至龍驤將軍。未跟王鎮惡入晉。王鎮惡北伐後秦時投奔兄長，於是入晉。後王康堅守洛陽金鏞城，官至河西太守。死後贈輔國將軍[12]
- 王鴻，王鎮惡弟，與王鎮惡一同被殺。[15]
- 王遵，王鎮惡弟，與王鎮惡一同被殺。[15]
- 王深，王鎮惡弟，與王鎮惡一同被殺。[15]

### 曾孫輩
- 王崇，王憲子，北魏北海郡公、梁州镇南府主簿
- 王嶷，王憲子，北魏華山郡公、散騎常侍、內都大官
- 王靈福，王鎮惡子，劉宋龍陽縣侯、南平王劉鑠右軍咨議參軍
- 王天祐，王基子，過繼給王康，劉宋西平縣男，第二次元嘉北伐時戰死(450年)

### 玄孫輩
- 王仲智，王崇子，北魏北海郡公、安西將軍、纓州刺史，時人謂其清廉公正
- 王祖念，王嶷子，北魏華山郡侯、東平太守。死後贈寧朔將軍、光州刺史
- 王雲，王嶷子，北魏征虜將軍、尚書、兗州刺史。死後贈平南將軍、豫州刺史，謚曰文昭。有九子，其妻為清河崔氏，學識有風訓，生九子，並風流蘊藉，世號「王氏九龍」。[16]
- 王懷祖，王天祐子，劉宋西平縣男

### 來孫輩
- 王慶鐘，王祖念子，北魏華山郡侯、給事中，後因貪汙被廢除爵位
- 王昕，王雲子，官至北齊秘書監、加金紫光祿大夫，後被他人讒言所害，北齊文宣帝高洋醉酒後將其斬於御前，投屍漳水
- 王暉，王雲子，官至北魏中書舍人，死後贈散騎常侍、鎮軍將軍、兗州刺史
- 王旰，王雲子，官至北魏秘書郎、司徒主簿，東魏天平中，為盜所害
- 王昭，王雲子，官至北魏考功郎中
- 王晞，王雲子，侍奉北魏、北齊、北周、隋四朝，官至北周儀同大將軍、太子諫議大夫，死後贈儀同三司、曹州刺史
- 王皓，王雲子，官至北魏通直散騎常侍，死後贈郢州刺史
- 王曄，王雲子，官至北魏滄州司馬
- 王述祖，王懷祖子，劉宋西平縣男

## 延伸阅读
[在维基数据编辑]
 《晉書/卷114》，出自房玄齡《晉書》